# Ad Apostolorum principis

Wappen Pius’ XII.

Ad Apostolorum Principis, zu deutsch: Beim Apostelfürsten, ist eine Enzyklika, mit der sich Papst Pius XII. am 29. Juni 1958 zum zweiten Mal an das chinesische Episkopat und Volk wandte, um „über den Kommunismus und die Kirche in China“ zu schreiben. Bereits in seiner Enzyklika Ad sinarum gentem vom 7. Oktober 1954 hatte er zur Situation der Kirche in China Stellung bezogen und ausdrücklich vor einer chinesischen Staatskirche gewarnt. 

## Hintergrund
Die katholische Kirche in China gedieh Anfang des 20. Jahrhunderts trotz vieler Hindernisse. In China wurde eine kirchliche Hierarchie etabliert, die viele Möglichkeiten eröffnete. Aber nach dem Sieg der Kommunisten im chinesischen Bürgerkrieg wurden die christlichen Gemeinden zerstört und die Missionare vertrieben. Viele Bischöfe, Priester, Ordensmänner und -frauen wurden zusammen mit vielen Gläubigen inhaftiert, in Umerziehungslager geschickt, gefoltert und in Schauprozessen vor Gericht gestellt. Papst Pius XII. erließ 1952 die Enzyklika Cupimus Imprimis, in der er die Verfolger anklagte und die Kirche als „keinem Volk auf Erden fremd, geschweige denn irgendjemanden feindselig“ gegen den Vorwurf verteidigte, gegen das chinesische Volk zu sein. 1954 veröffentlichte er eine weitere Enzyklika, Ad Sinarum gentem, in dem er Vorwürfe widerlegte, die gegen Katholiken in China erhoben wurden, und erklärte, dass sie ihrem Land treu und treu seien.

## Inhalt
Den Bischöfen Chinas, die sich teilweise an der Gründung der staatlich verordneten „Chinesischen Katholisch-Patriotischen Vereinigung“ beteiligt hatten, warf er ein Vergehen gegen Gott und das höchste Priesteramt vor. Seine Enzyklika beinhaltet die Warnung an die Katholiken, dem Kommunismus nicht zu folgen, da dieser falsche Gefühle vortäusche, um den Eindruck zu erwecken, dass diese patriotische Bewegung dem Frieden diene und die politische und religiöse Freiheit verteidige. Dieses sei aber ein Betrug, hebt der Papst hervor, vielmehr wolle man erreichen, dass Katholiken die Lehren des atheistischen Materialismus annehmen. 

## Konklusion
Zusammenfassend dargestellt schreibt Papst Pius XII., dass keine Autorität, außer es wäre der Höchste Hirte, keine Person oder Versammlung von Priestern oder Laien sich das Recht der Bischofsnominierung anmaßen dürfe. Niemand könne rechtmäßigerweise die Bischöfliche Weihe erteilen, ohne die Gewissheit eines päpstlichen Mandats zu haben. Eine solche Weihe gegen göttliches und menschliches Recht sei ein äußerst schwerwiegender Anschlag auf die Einheit der Kirche selbst und würde mit der Exkommunikation bestraft. Zum Primat des Papstes führte er aus, dass die „Macht der Jurisdiktion“ direkt durch göttliches Recht auf den Obersten Hirten (also den Papst) übertragen worden sei und mit demselben Recht auf die Bischöfe. Diese seien im Gehorsam gegenüber dem Nachfolger des Petrus und durch das Band der Einheit auf diese Heilige Ordnung hin verpflichtet.

## Quelle
Werner Kaltefleiter: „In den Fängen der Stasi“ (Folge 11, dort Fußnote 6)